# Bataille de Hungry Hill
Guerres des Rogue River
La bataille de Hungry Hill, également connue sous le nom de bataille de Grave Creek Hills, est le plus important affrontement des guerres des Rogue River.
Le 31 octobre 1855, une force composée de  volontaires et de soldats de la United States Army lance une attaque sur un campement de Rogue River mais après plusieurs heures de combat, les Américains doivent se replier. À l'aube du 1er novembre, les Amérindiens attaquent le campement des Américains qui finissent par se retirer.